# Jaume Graells Veguin
Jaume Graells Veguin   (Barcelona, 1959) és un polític català. És llicenciat en Geografia i Història per la Universitat de Barcelona, i professor d'ensenyament secundari amb aquesta especialitat. La seva ubicació definitiva és a l'IES Torres i Bages de l'Hospitalet. També és mestre de català. A més de l'activitat docent, Jaume Graells ha estat membre del Consell Escolar de Catalunya, membre del Consell de Formació Professional, membre del Consell Social de la Universitat de Barcelona, conseller del Consell de Treball Econòmic i Social i secretari general de FETE-UGT.

## Carrera polític
A l'octubre de 2007 és nomenat director general de l'Educació Bàsica i el Batxillerat del Departament d'Educació essent el conseller n'Ernest Maragall i Mira. Anteriorment a ocupar aquest càrrec havia estat director dels Serveis Territorials d'Educació al Baix Llobregat-Anoia.
Anteriorment havia estat membre actiu del sindicat UGT en la sectorial d'educació, participació activa que va deixar per algunes afirmacions i posicionaments de proximitat sobiranista d'algunes persones de la direcció sindical, afirmacions i posicionament que ell no compartia.
Entre 2011 i 2022 va ser regidor de l'Ajuntament de l'Hospitalet de Llobregat en representació del Partit dels Socialistes de Catalunya (PSC), sent membre actiu del Partit dels Socialistes des de l'any 1983. En l'etapa com a regidor va ser regidor de Cultura i Educació i també dels barris de Bellvitge, Gornal, Sanfeliu, Centre o Sant Josep. El darrer any va ser nomenat també tinent d'alcalde d'Esports.
Durant el seu període com a regidor de cultura, va ser impulsor del Districte Cultural de L'Hospitalet, i de l'aprofitament dels diferents espais i edificis industrials en desús, així com d'una transformació urbanística que afavoreixi la connexió amb la resta de la ciutat.
El maig de 2022 va dimitir del seu càrrec de regidor de l'Ajuntament i també va deixar la militància del PSC arran de la denúncia per possibles males pràctiques que va detectar en la gestió del Consell Esportiu de l'Hospitalet, d'on era membre de la Junta Directiva des de feina anys. Fets que va traslladar a la justícia. En aquesta denúncia va implicar a Nuria Marín, però a mitjans de 2022 es va arxivar la causa contra l'alcaldessa de la ciutat.
El juliol de 2022 va ser escollit cap de llista i alcaldable per Esquerra Republicana de Catalunya a l'Hospitalet de Llobregat, en substitució del cap de llista de 2019, Antoni Garcia.
A les eleccions celebrades el 28 de maig de 2023 la candidatura que encapçalava va obtenir quatre regidors, repetint com a segona força de la ciutat, tot i la pèrdua d'un regidor i un 3,44% menys de vots.